# Демидово (Ферапонтовское сельское поселение)
Демидово — деревня в Кирилловском районе Вологодской области.
Входит в состав Ферапонтовского сельского поселения (с 1 января 2006 года по 13 апреля 2009 года входила в Суховерховское сельское поселение), с точки зрения административно-территориального деления — в Суховерховский сельсовет.
Расстояние до районного центра Кириллова по автодороге — 14 км, до центра муниципального образования Ферапонтово по прямой — 10 км. Ближайшие населённые пункты — Мелехово, Гридино, Вазеринцы.
По переписи 2002 года население — 3 человека.